# 托尔梅佐
托尔梅佐（義大利語：Tolmezzo），是意大利乌迪内省的一个市镇。总面积65.71平方公里，人口10725人，人口密度163.2人/平方公里（2009年）。ISTAT代码为030121。